# Brie (Somme)
Pour les articles homonymes, voir Brie.
Brie est une commune française située dans le département de la Somme en région Hauts-de-France.

## Géographie

### Localisation

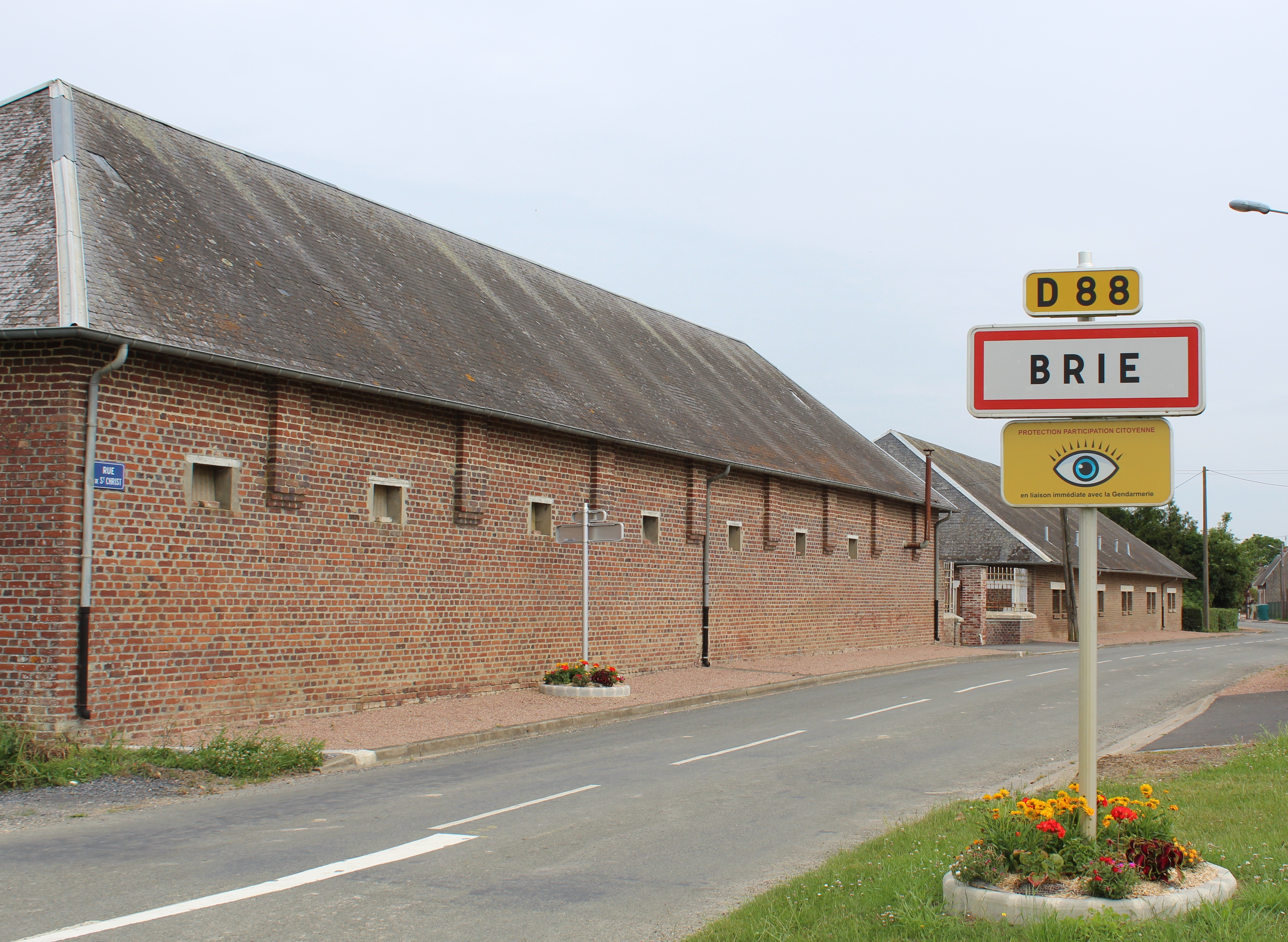
Entrée de la commune.

Brie est située sur la rive droite de la Somme à une dizaine de kilomètres au sud de Péronne.
Brie est traversée par la route Amiens - Saint-Quentin et la route qui relie Saint-Christ-Briost à Mesnil-Bruntel.
En 2019, la localité est desservie par les autocars du réseau inter-urbain Trans'80, Hauts-de-France (ligne no 51, Mesnil-Bruntel - Saint-Christ-Briost - Ham).

#### Communes limitrophes
| Éterpigny         | Péronne             | Mesnil-Bruntel |
| Villers-Carbonnel | Brie                | Estrées-Mons   |
|                   | Saint-Christ-Briost | Athies         |

### Géologie et relief
La majeure partie du sol de la commune est de nature argilo-calcaire. 1/5e du sous-sol est de nature calcaire et 1/50e des terres de nature sableuse.
Le relief de la commune est celui d'un plateau qui culmine à 70 m d'altitude. Le village construit sur le versant ouest du plateau domine la vallée de la Somme et ses étangs.

### Hydrographie

#### Réseau hydrographique
La commune est située dans le bassin Artois-Picardie. Elle est drainée par la rivière Somme , l'Omignon, les Aulnaies de Bruntel, le ruisseau de la Fontaine des Billes et divers autres petits cours d'eau.
La Somme est un fleuve du nord de la France, en région Hauts-de-France, qui traverse les deux départements de l'Aisne et de la Somme. Il prend sa source dans la commune de Fonsomme et se jette  dans la Manche par la baie de Somme entre Le Crotoy et Saint-Valery-sur-Somme. Les caractéristiques hydrologiques de la Somme sont données par la station hydrologique située sur la commune. Le débit moyen mensuel est de 6,5 m3/s. Le débit moyen journalier maximum est de 20 m3/s, atteint lors de la crue du 9 mars 2024. Le débit instantané maximal est quant à lui de 20,2 m3/s, atteint le même jour.
L'Omignon, d'une longueur de 32 km, prend sa source dans la commune de Bellenglise et se jette  dans la Somme sur la commune, après avoir traversé 16 communes.

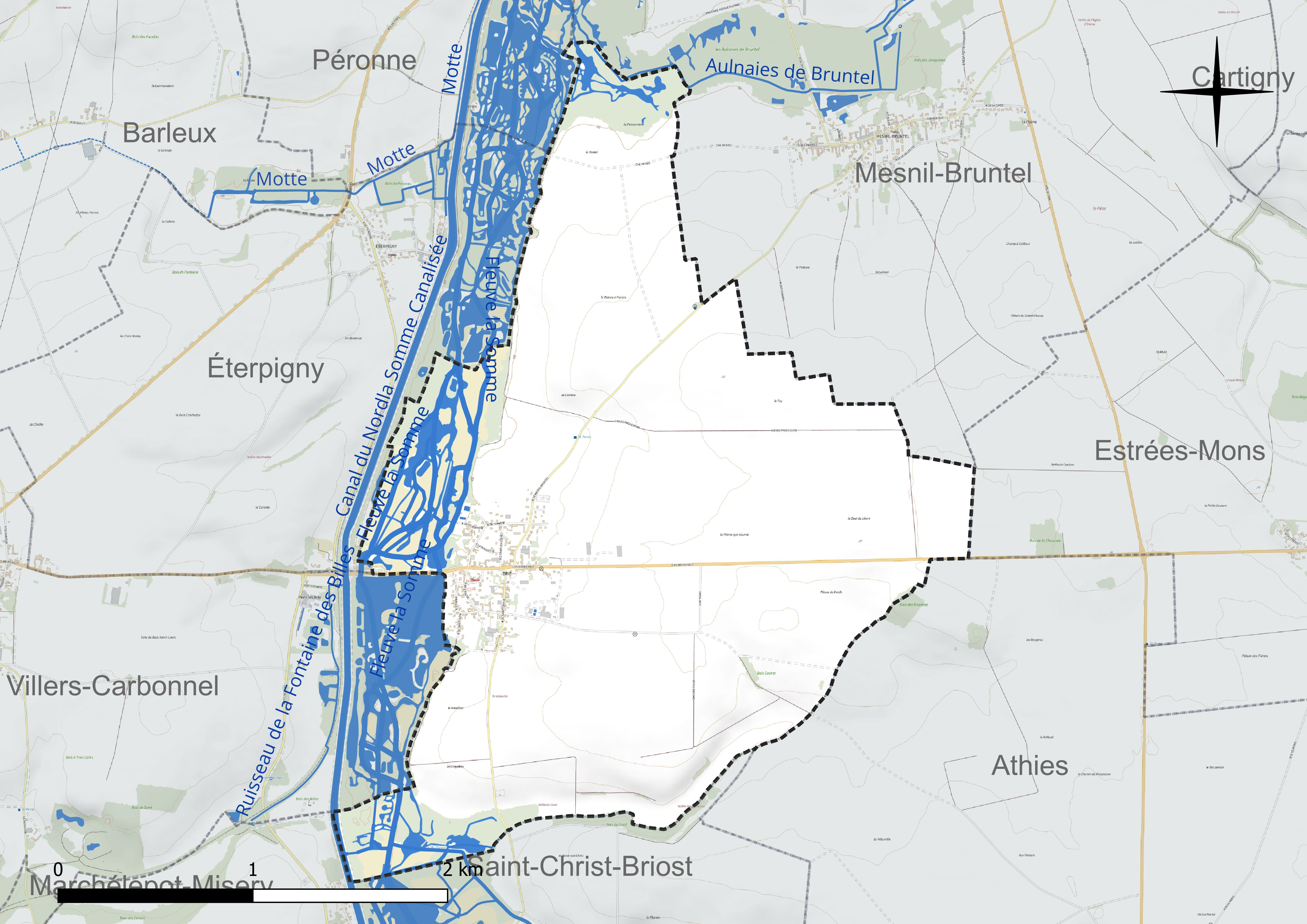
Réseau hydrographique de Brie.

#### Gestion et qualité des eaux
Le territoire communal est couvert par le schéma d'aménagement et de gestion des eaux (SAGE) « Haute Somme ». Ce document de planification concerne un territoire de 1 798 km2 de superficie, délimité par le bassin versant de la Haute Somme est constitué d'un réseau hydrographique complexe de cours d'eau, de marais, d'étangs et de canaux. Le périmètre a été arrêté le 21 avril 2006 et le SAGE proprement dit a été approuvé le 15 juin 2017. La structure porteuse de l'élaboration et de la mise en œuvre est le syndicat mixte d'aménagement hydraulique du bassin versant de la Somme (AMEVA).
La qualité des cours d'eau peut être consultée sur un site dédié géré par les agences de l'eau et l'Agence française pour la biodiversité.

### Climat
Pour des articles plus généraux, voir Climat des Hauts-de-France et Climat de la Somme.
En 2010, le climat de la commune est de type climat océanique dégradé des plaines du Centre et du Nord, selon une étude du CNRS s'appuyant sur une série de données couvrant la période 1971-2000. En 2020, Météo-France publie une typologie des climats de la France métropolitaine dans laquelle la commune est exposée à un climat océanique et est dans la région climatique Nord-est du bassin Parisien, caractérisée par un ensoleillement médiocre, une pluviométrie moyenne régulièrement répartie au cours de l'année et un hiver froid (3 °C).
Pour la période 1971-2000, la température annuelle moyenne est de 10,5 °C, avec une amplitude thermique annuelle de 14,7 °C. Le cumul annuel moyen de précipitations est de 702 mm, avec 11,7 jours de précipitations en janvier et 8,8 jours en juillet. Pour la période 1991-2020, la température moyenne annuelle observée sur la station météorologique la plus proche, située sur la commune d'Estrées-Mons à 5 km à vol d'oiseau, est de 11,0 °C et le cumul annuel moyen de précipitations est de 647,5 mm,. Pour l'avenir, les paramètres climatiques de la commune estimés pour 2050 selon différents scénarios d'émission de gaz à effet de serre sont consultables sur un site dédié publié par Météo-France en novembre 2022.
| Mois                                  | jan.           | fév.             | mars           | avril           | mai           | juin          | jui.           | août           | sep.          | oct.          | nov.            | déc.           | année      |
| ------------------------------------- | -------------- | ---------------- | -------------- | --------------- | ------------- | ------------- | -------------- | -------------- | ------------- | ------------- | --------------- | -------------- | ---------- |
| Température minimale moyenne (°C)     | 1,3            | 1,4              | 3,3            | 5,1             | 8,5           | 11,2          | 13             | 13             | 10,4          | 7,8           | 4,5             | 1,9            | 6,8        |
| Température moyenne (°C)              | 3,7            | 4,3              | 7,3            | 10,1            | 13,6          | 16,4          | 18,7           | 18,6           | 15,5          | 11,6          | 7,3             | 4,3            | 11         |
| Température maximale moyenne (°C)     | 6,1            | 7,2              | 11,2           | 15,1            | 18,6          | 21,6          | 24,4           | 24,3           | 20,5          | 15,4          | 10,1            | 6,6            | 15,1       |
| Record de froid (°C) date du record   | −15,8 07.01.09 | −12,7 07.02.1991 | −10,2 13.03.13 | −3,3 21.04.1991 | −1 07.05.1997 | 1,5 05.06.12  | 4,6 11.07.1993 | 4,6 29.08.1989 | 0,7 30.09.18  | −4,8 29.10.03 | −9,1 24.11.1998 | −12,5 18.12.10 | −15,8 2009 |
| Record de chaleur (°C) date du record | 14,7 09.01.15  | 18,6 26.02.19    | 24 31.03.21    | 27 20.04.18     | 30,9 28.05.17 | 34,9 18.06.22 | 41,9 25.07.19  | 38,4 12.08.03  | 34,4 15.09.20 | 27,6 01.10.11 | 19,8 07.11.15   | 16,6 07.12.00  | 41,9 2019  |
| Précipitations (mm)                   | 49,6           | 43,8             | 45,8           | 37,1            | 58,8          | 59,8          | 56,6           | 65,2           | 51,3          | 58,2          | 57,9            | 63,4           | 647,5      |

## Urbanisme

### Typologie
Au 1er janvier 2024, Brie est catégorisée commune rurale à habitat dispersé, selon la nouvelle grille communale de densité à sept niveaux définie par l'Insee en 2022.
Elle est située hors unité urbaine. Par ailleurs la commune fait partie de l'aire d'attraction de Péronne, dont elle est une commune de la couronne,. Cette aire, qui regroupe 52 communes, est catégorisée dans les aires de moins de 50 000 habitants,.

### Occupation des sols
L'occupation des sols de la commune, telle qu'elle ressort de la base de données européenne d'occupation biophysique des sols Corine Land Cover (CLC), est marquée par l'importance des territoires agricoles (79,2 % en 2018), une proportion sensiblement équivalente à celle de 1990 (79,9 %). La répartition détaillée en 2018 est la suivante : 
terres arables (79,2 %), zones humides intérieures (7,5 %), zones urbanisées (5,3 %), forêts (4,5 %), eaux continentales (3,4 %). L'évolution de l'occupation des sols de la commune et de ses infrastructures peut être observée sur les différentes représentations cartographiques du territoire : la carte de Cassini (XVIIIe siècle), la carte d'état-major (1820-1866) et les cartes ou photos aériennes de l'IGN pour la période actuelle (1950 à aujourd'hui).

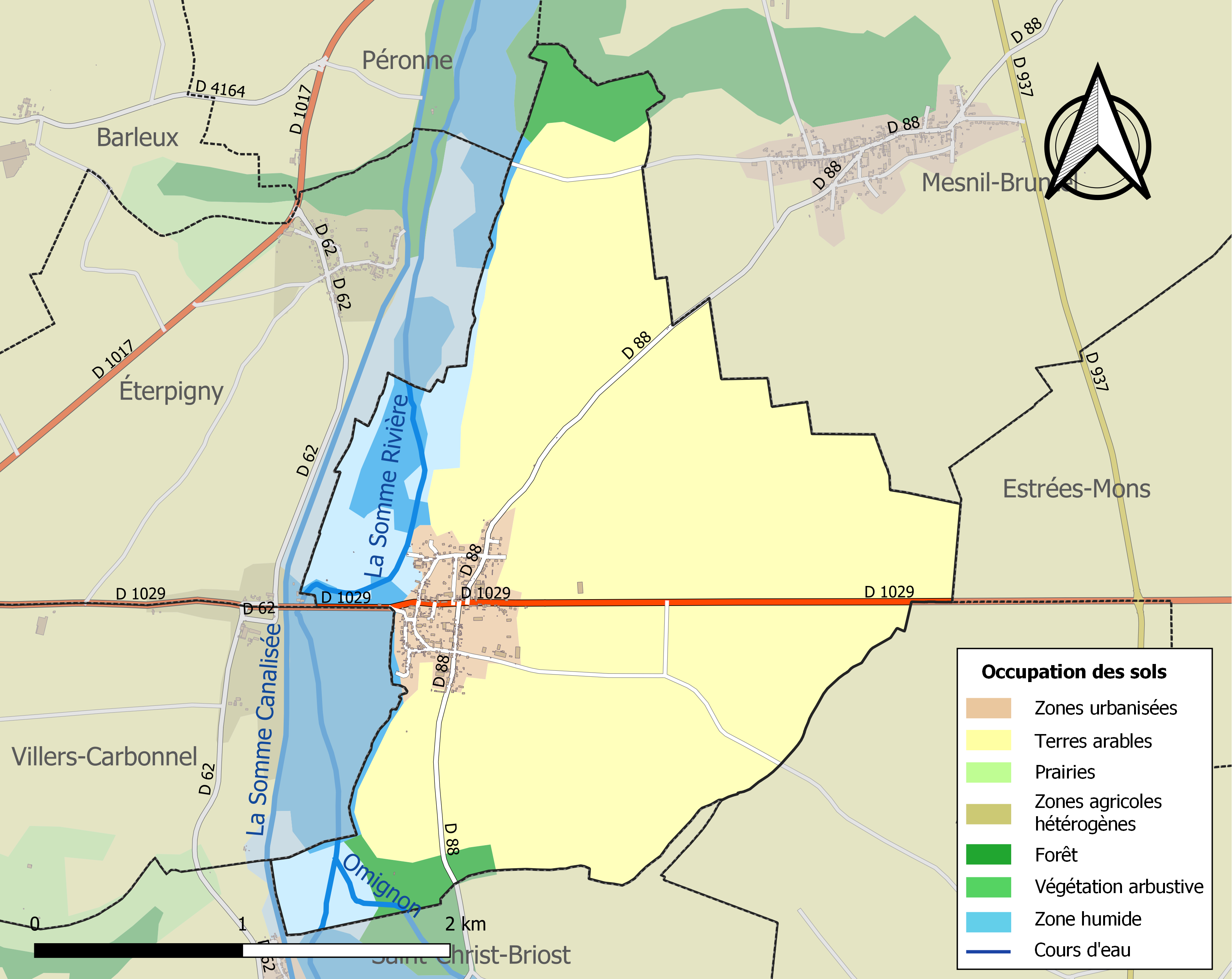
Carte des infrastructures et de l'occupation des sols de la commune en 2018 (CLC).

### Morphologie urbaine
La commune présente un habitat groupé. Le village de Brie totalement détruit pendant la Première Guerre mondiale a été reconstruit pendant l'entre-deux-guerres.

### Habitat et logement
En 2019, le nombre total de logements dans la commune était de 175, alors qu'il était de 160 en 2014 et de 159 en 2009.
Parmi ces logements, 84,3 % étaient des résidences principales, 5,2 % des résidences secondaires et 10,4 % des logements vacants. Ces logements étaient pour 91,8 % d'entre eux des maisons individuelles et pour 8,2 % des appartements.
Le tableau ci-dessous présente la typologie des logements à Brie en 2019 en comparaison avec celle de la Somme et de la France entière. Une caractéristique marquante du parc de logements est ainsi une proportion de résidences secondaires et logements occasionnels (5,2 %) inférieure à celle du département (8,3 %) mais supérieure à celle de la France entière (9,7 %). Concernant le statut d'occupation de ces logements, 77,2 % des habitants de la commune sont propriétaires de leur logement (77,1 % en 2014), contre 60,2 % pour la Somme et 57,5 pour la France entière.
| Typologie                                               | Brie | Somme | France entière |
| ------------------------------------------------------- | ---- | ----- | -------------- |
| Résidences principales (en %)                           | 84,3 | 83,2  | 82,1           |
| Résidences secondaires et logements occasionnels (en %) | 5,2  | 8,3   | 9,7            |
| Logements vacants (en %)                                | 10,4 | 8,5   | 8,2            |

## Toponymie
Le nom de la localité est attesté sous les formes Bria en 1108 ; Brie en 1197 ; Bri en 1214 ; Brye en 1567 ; Bryes en 1648.

## Histoire

### Préhistoire
Devant l'église présence d'un mégalithe préhistorique, « la  pierre qui tourne ». Une petite croix, gravée en creux, semble être le témoin d'une tentative de christianisation.

### Antiquité
Brie étant situé sur la voie romaine de Samarobriva (Amiens) à Augusta Viromanduorum (Saint-Quentin) à l'endroit où elle franchissait la Somme, il est plus que probable qu'il existât un pont à cet endroit. Des traces d'habitat gallo-romain ont été retrouvées sur le territoire communal.

### Moyen Âge
Au Moyen Âge, Pont-lès-Brie et Applaincourt sont des dépendances de Brie.

### Époque moderne
En 1571, la seigneurie de Brie appartenait au duc de Chaulnes.
En 1636, le village de Brie fut incendié par un détachement des armées du roi d'Espagne commandées par Jean de Werth. Cependant, les habitants révoltés s'armèrent de fourches et de faux et se ruèrent sur les ennemis, les empêchant de passer la Somme et les contraignant à se replier sur Saint-Christ. Trente-quatre habitants de Brie périrent dans cette échauffourée.
Sur une carte de Guillaume Delisle, datant du XVIIIe siècle, figure un fort défendant l'entrée ouest du pont.
Brie dépendait de l'élection et du bailliage de Péronne, de la généralité d'Amiens et du diocèse de Noyon.

### Époque contemporaine
À la Révolution française, les hameaux de Pont-lès-Brie et d'Applaincourt furent rattachés à la commune de Villers-Carbonnel.
En 1814-1815, les armées coalisées ravagèrent le pays.
En 1870-1871, la population de Brie subit les réquisitions de l'armée allemande, en argent et en nature. 24 jeunes gens de la commune participèrent aux combats, deux furent blessés.
Pendant la Première Guerre mondiale, le village de Brie est totalement détruit.

La Première Guerre mondiale
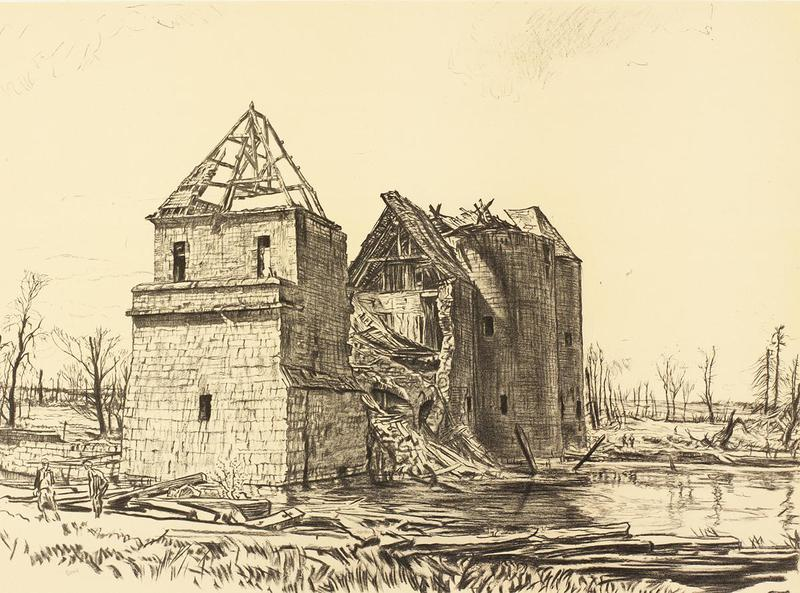
Château près de Brie, 1914-1918.
Mars 1917.
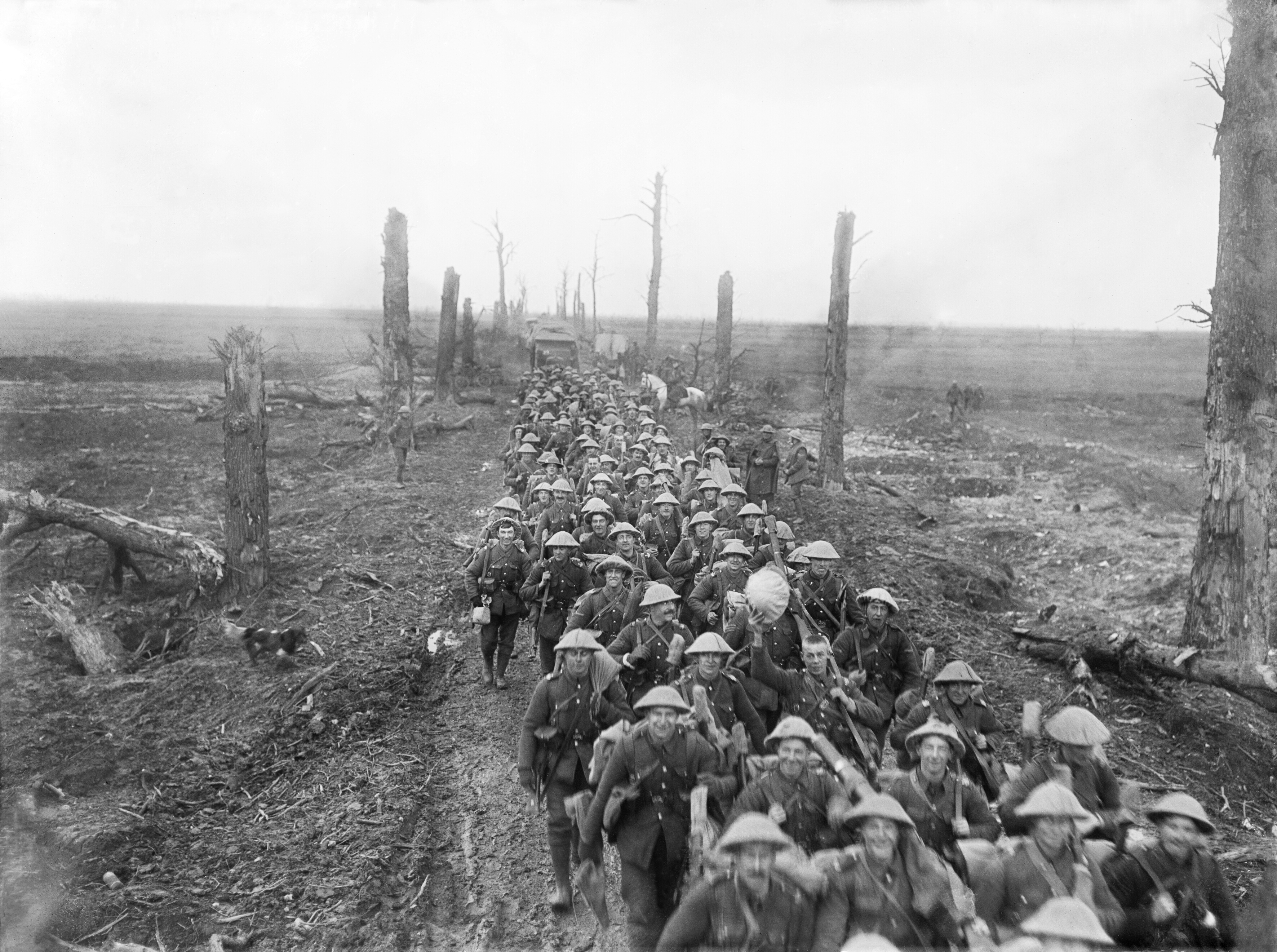
Soldats britanniques du Notts. and Derby Regiment près de Brie, en mars 1917
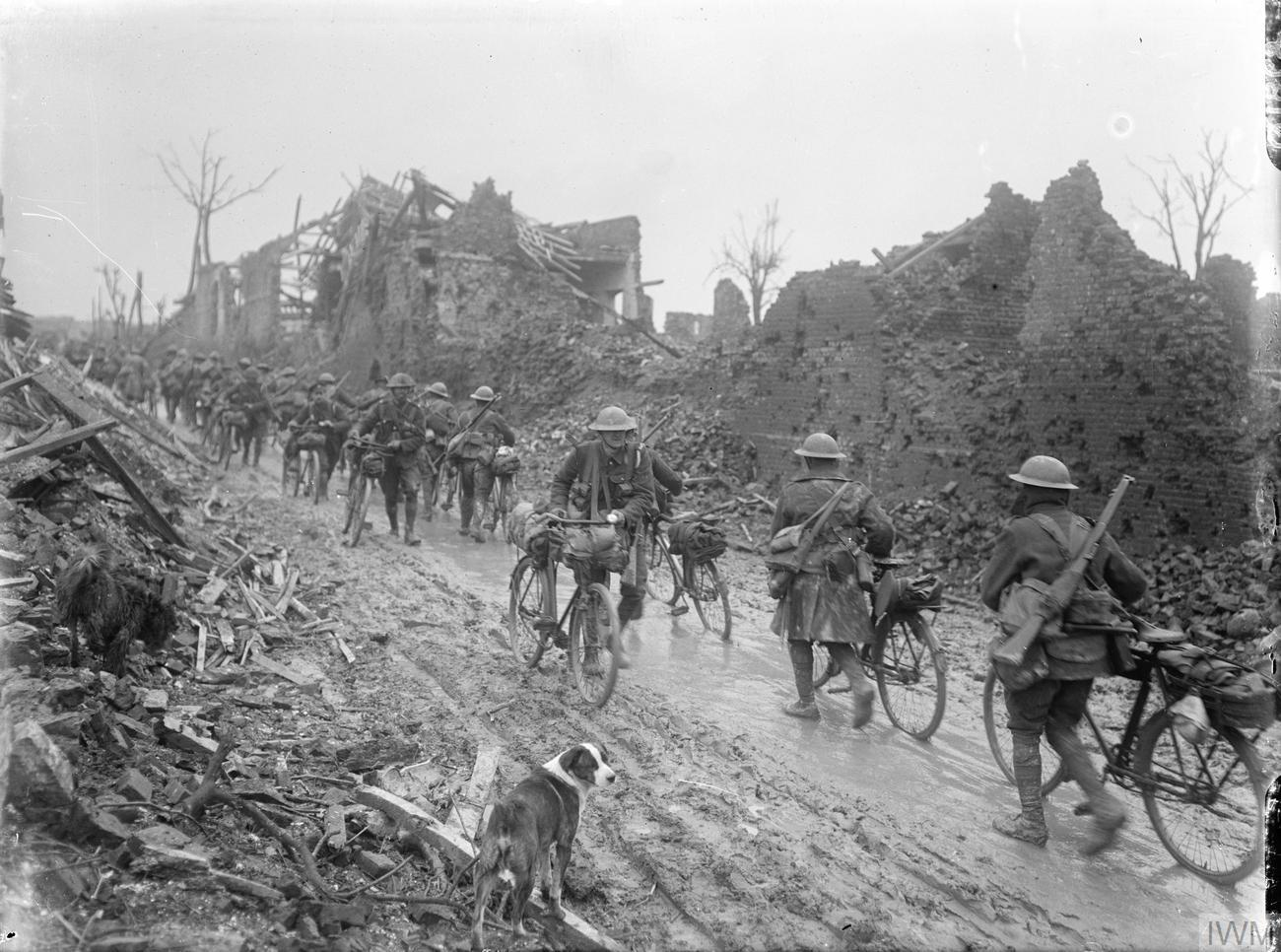
Soldats britanniques en mars 1917.
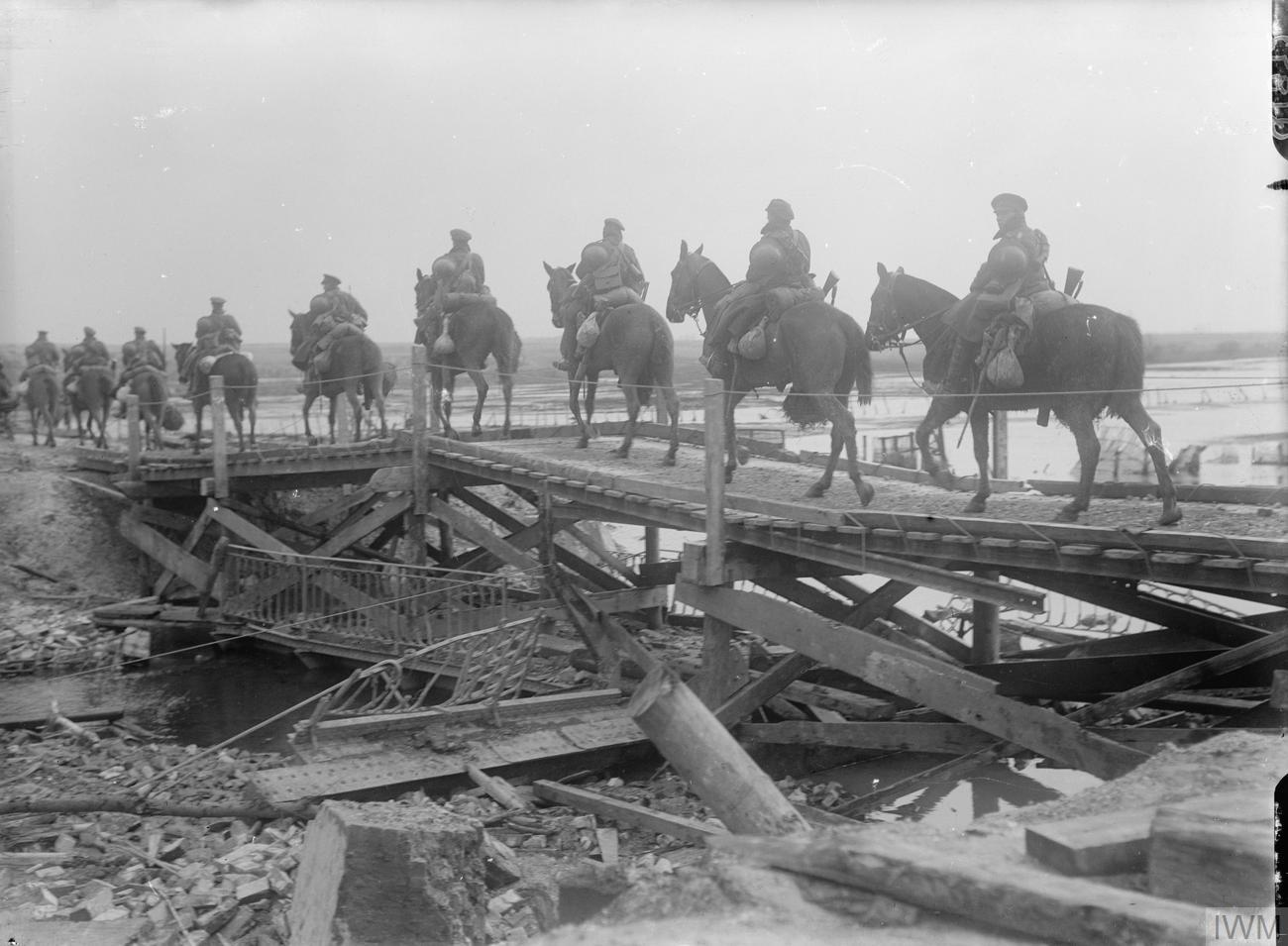
Cavalerie britannique en mars 1917

## Politique et administration
| Période                                  | Période                        | Identité       | Étiquette | Qualité |
| ---------------------------------------- | ------------------------------ | -------------- | --------- | ------- |
| Les données manquantes sont à compléter. |                                |                |           |         |
| mars 2001                                | mai 2020                       | M. Claude Jean |           |         |
| mai 2020                                 | En cours (au 26 décembre 2022) | Marc Saintot   |           |         |

## Population et société

### Démographie
L'évolution du nombre d'habitants est connue à travers les recensements de la population effectués dans la commune depuis 1793. Pour les communes de moins de 10 000 habitants, une enquête de recensement portant sur toute la population est réalisée tous les cinq ans, les populations de référence des années intermédiaires étant quant à elles estimées par interpolation ou extrapolation. Pour la commune, le premier recensement exhaustif entrant dans le cadre du nouveau dispositif a été réalisé en 2007.

En 2022, la commune comptait 341 habitants, en évolution de +2,1 % par rapport à 2016 (Somme : −1,26 %, France hors Mayotte : +2,11 %).
| 1793 | 1800 | 1806 | 1821 | 1831 | 1836 | 1841 | 1846 | 1851 |
| ---- | ---- | ---- | ---- | ---- | ---- | ---- | ---- | ---- |
| 428  | 458  | 474  | 458  | 464  | 500  | 543  | 525  | 527  |

| 1856 | 1861 | 1866 | 1872 | 1876 | 1881 | 1886 | 1891 | 1896 |
| ---- | ---- | ---- | ---- | ---- | ---- | ---- | ---- | ---- |
| 508  | 483  | 481  | 458  | 506  | 488  | 472  | 476  | 489  |

| 1901 | 1906 | 1911 | 1921 | 1926 | 1931 | 1936 | 1946 | 1954 |
| ---- | ---- | ---- | ---- | ---- | ---- | ---- | ---- | ---- |
| 432  | 458  | 414  | 283  | 370  | 363  | 341  | 321  | 326  |

| 1962 | 1968 | 1975 | 1982 | 1990 | 1999 | 2006 | 2007 | 2012 |
| ---- | ---- | ---- | ---- | ---- | ---- | ---- | ---- | ---- |
| 310  | 319  | 299  | 310  | 307  | 301  | 322  | 325  | 341  |

| 2017 | 2022 | - | - | - | - | - | - | - |
| ---- | ---- | - | - | - | - | - | - | - |
| 331  | 341  | - | - | - | - | - | - | - |

### Enseignement
L'école primaire publique de Brie compte 42 élèves à la rentrée scolaire 2017. Elle est située en zone B, dans l'académie d'Amiens.

## Économie
L'agriculture reste l'activité dominante de la commune.

## Culture locale et patrimoine

### Lieux et monuments
- La pierre qui tourne : mégalithe préhistorique[20].
- L'église Saint-Géry de Brie : reconstruite entre les deux guerres par l'architecte Jacques Debat-Ponsan qui a participé grandement à la reconstruction de la commune. 
L'église inspirée de Notre-Dame du Raincy et emblématique de  la première reconstruction architecturale mais en mauvais état, voit ses extérieurs rénovés en 2023. Ses vitraux, réalisés par la maitre-verrière  Marguerite Huré, ont été détruits lors du dynamitage du pont sur la Somme en 1940[28]

- Brie British Cemetery, le cimetière militaire britannique situé sur la route de Saint-Christ

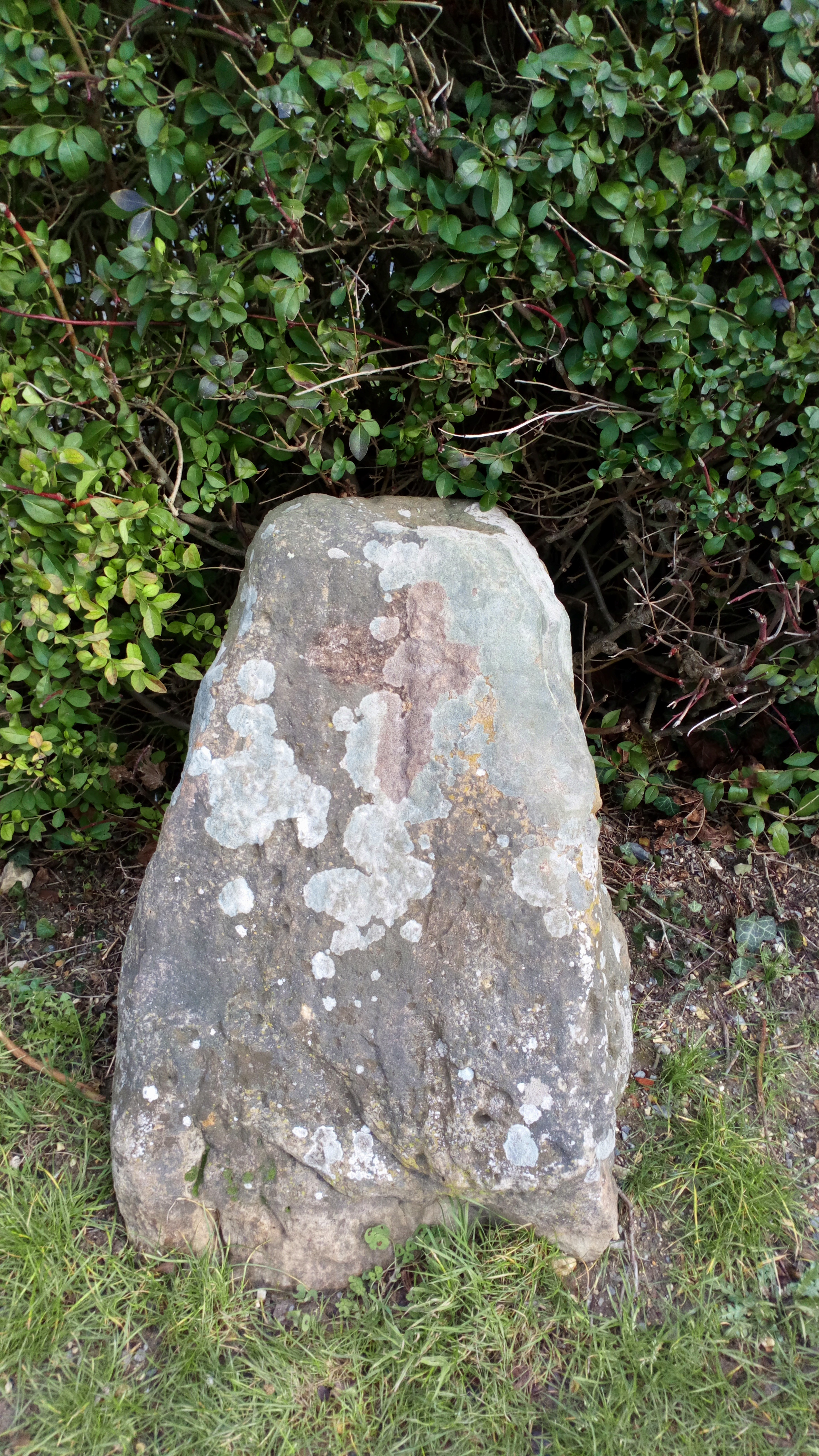
Menhir de l'église.
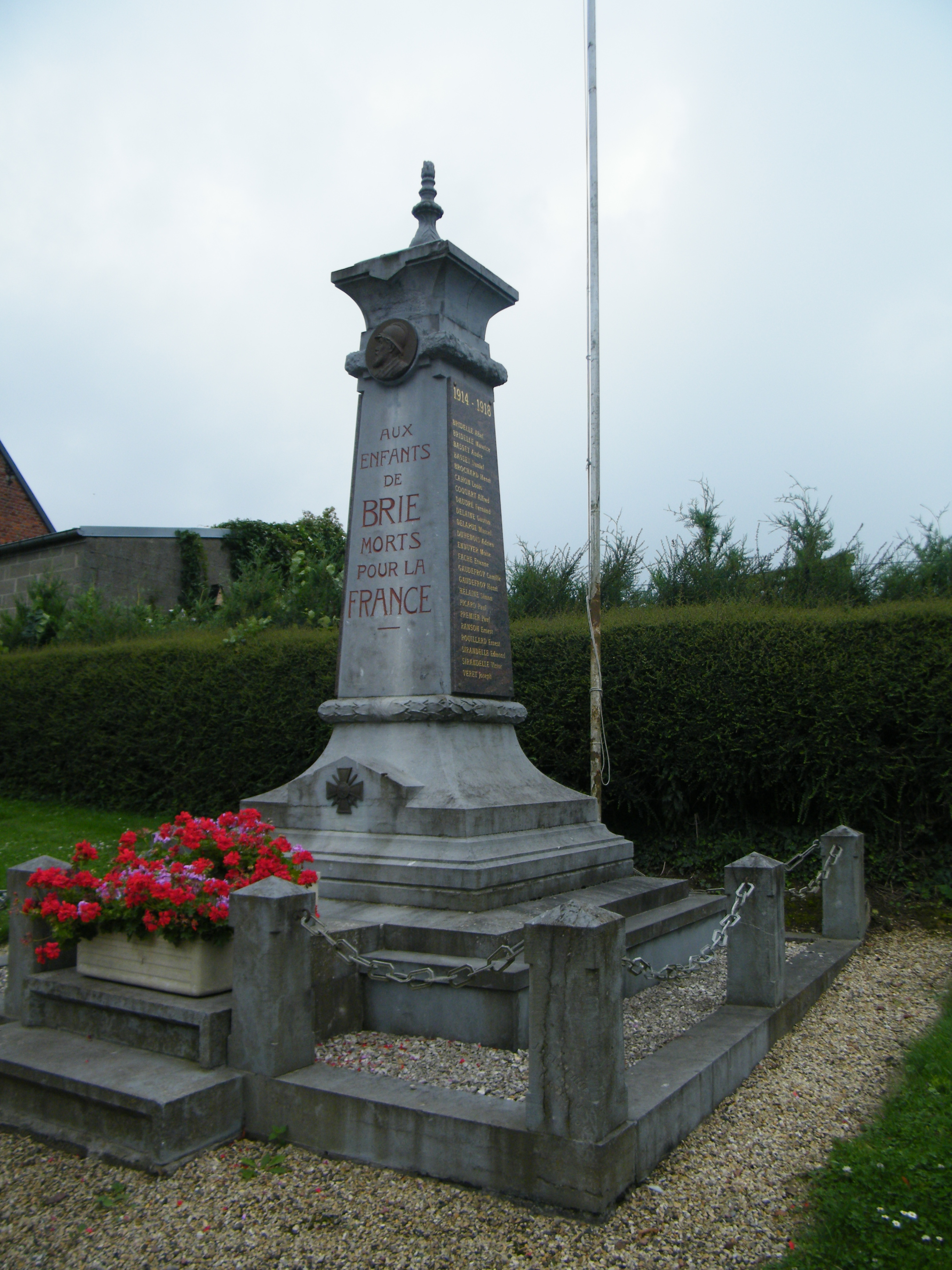
Monument aux morts.
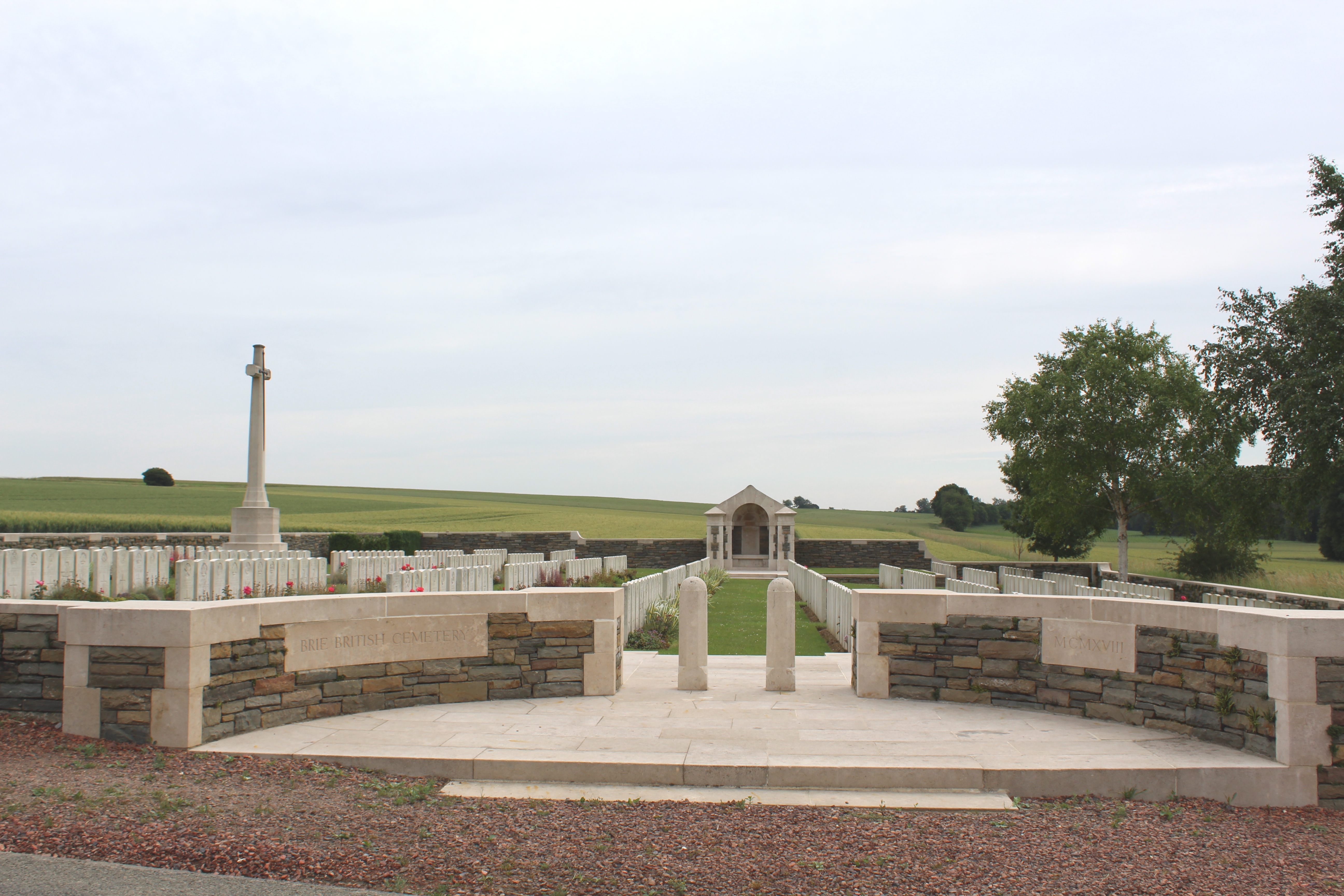
Cimetière militaire britannique.
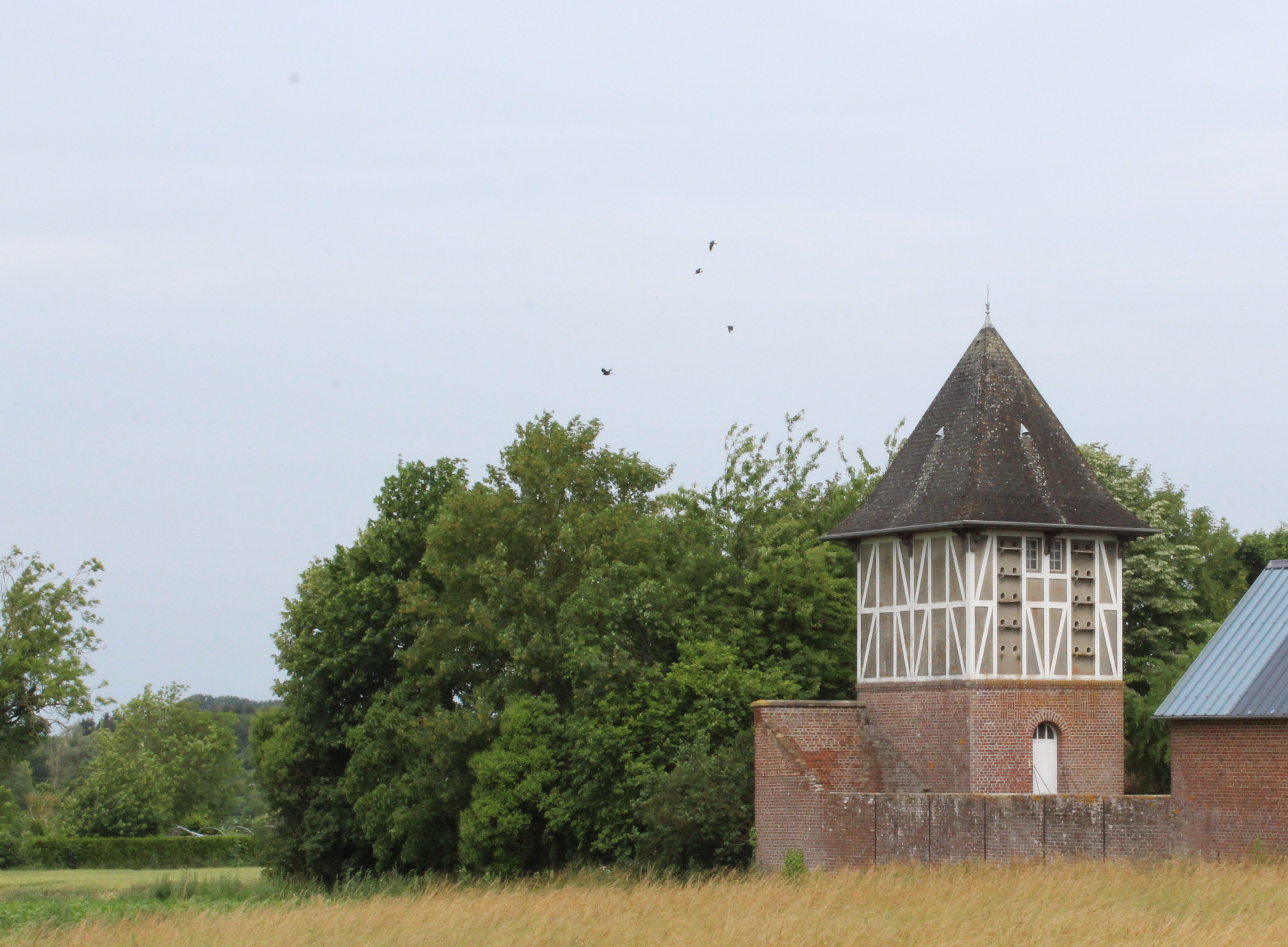
Pigeonnier.

### Héraldique
| Blason de Brie | Blason  | D'azur au chevron d'or accompagné en chef de deux demi-vols adossés d'argent, et en pointe de l'église du lieu d'or mouvant de la pointe. |
| Blason de Brie | Détails | Adopté en 2022 |
| Blason de Brie | Alias   | D'azur au chevron d'or accompagné de trois demi-vols d'argent, ceux du chef adossés. Ancien blason.                                       |

### Personnalités liées à la commune
- En 1303, par une charte, Gérin de Saint-Christ vend un bois situé près de Brie, au prieuré de Lihons-en-Santerre.
- En 1344 un certain Jean de Brie est maïeur de Péronne[21].